# Zuiderzee (roman)

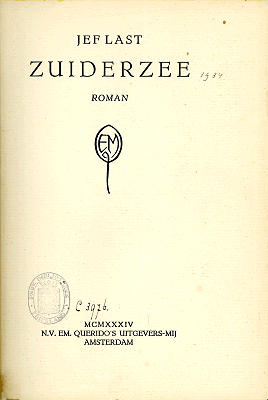
Zuiderzee, titelblad

Zuiderzee is een roman van de Nederlandse prozaschrijver en dichter Jef Last. Zuiderzee verscheen in 1934 en is Lasts vierde roman. Het verhaal speelt zich af op het visserseilandje Urk dat onder invloed van de Zuiderzeewerken vasteland zou worden. Last zoomt daarbij in op een aantal personages die allemaal op de een of andere manier bij die werken en de sociale implicaties daarvan betrokken zijn. Met die thematiek is Zuiderzee te plaatsen binnen een levendige traditie aan Zuiderzeeromans, waarbinnen ook Het getij verloopt (1937) en Aan dood water (1938) van K. Norel te noemen zijn.

## Paratekst
De titel verwijst naar de Zuiderzee die in de loop van de twintigste eeuw werd afgesloten tijdens de Zuiderzeewerken.
De eerste druk uit 1934 heeft een sobere cover zonder illustraties en verscheen bij N.V. Em. Querido's Uitgevers-MIJ. Deze druk bevat een nawoord van Jef Last waarin hij toelicht dat de karakters van de personages niet overeenkomen met de personen in de werkelijkheid. Deze mededeling perkt dus de verwijzing naar de werkelijkheid in, met als paradoxaal gevolg dat hij juist het realiteitsgehalte verhoogt. Vervolgens beseft Last dat het dialectgebruik moeilijkheden veroorzaakt bij de lezer, maar hij heeft geprobeerd om toch zo veel mogelijk de Urkse en Friese karakterisering te behouden. Ten slotte vermeldt hij de vindplaatsen van zijn bronnenmateriaal. Het nawoord wordt gevolgd door een woordverklaring waarin woorden uit het Urkse en Friese dialect geduid worden, alsook afkortingen en Latijnse, Engelse en Franse citaten.
De herziene uitgave van 1939, in de serie De salamander van Querido's Uitgeverij, bevat een voorwoord van André Gide waarin hij zijn ontmoeting en vriendschap met Last beschrijft en hem op anekdotische wijze karakteriseert.

## Personages

### Hoofdpersonages
- Theun: Friese visser, heeft homoseksuele gevoelens voor zijn boezemvriend Auke
- Auke: Friese visser, boezemvriend van Theun en heeft een relatie met Boukje
- Boukje: vriendinnetje van Auke
- Jan Brolsma: ingenieur
- Friso Minnema: Friese grootgrondbezitter en schrijver van Friese idyllen
- Siebesma: Friese boer, gehuwd met Sietse, de zus van Theun

### Familie en vrienden van Theun en Auke
- Toate (vader)
- Mem(me) (moeder)
- Sietske
- Kees (broer Sietske)
- Noone (oom) Rense
- Piet
- Hannes
- Tante Neeltje
- Tjalling
- Moeder Grietje

### Vissers
Douwe, Arie, Meneer Herder, Jelle, Kees, Dirrek, Riekelt

### Boeren
Janus, Lummetje, Wiebren, Lykle (de kaatser van Sinneherne) en diensvrouw, Jetse de veekoper, Sake (de knecht)

### Ministerraad en betrokkenen bij Zuiderzeewerken
Cornelis Lely, Cort van der Linden, Posthuma, Colijn, Ingenieur Warmond, Van Houten, Wethouder Bakker, Lovink

### Andere nevenpersonages
Wiarda, Oom Jacques, Douairière Van Wassenaar, Freule Elsa, Greet, Klaasje, Jawek, Antje van Katjesnor, Anna, De Rook en diens vrouw, Jakob, Arie Visser, Terpstra, Jan Doekes, Mijnheer Duuremans, Hendrik

## Synopsis
De roman Zuiderzee van Jef Last vangt aan met grote watersnood. Door die watersnood wil minister Lely in het parlement een voorstel voor de afsluiting en drooglegging van de Zuiderzee indienen. Ingenieur Brolsma en de grootgrondbezitter Minnema scharen zich achter het plan van Lely. Na een tijdssprong van enkele jaren zijn de werken aan de Zuiderzee inmiddels begonnen. Brolsma wordt onzeker, zijn reputatie als ingenieur staat immers op het spel. Hij vermoedt dat de krachten der natuur de werkzaamheden zullen vernietigen. Theun en Auke werken beiden op een vissersboot. Op een dag valt Theun overboord in het koude water, waarop zijn boezemvriend Auke hem redt. Tijdens diens herstel komen de homoseksuele emoties van Theun voor Auke naar boven.
Zowel het boerenleven als de visserij kennen door dalende opbrengsten slechte tijden. Boer Siebesma maakt zich door periodes van wateroverlast, afgewisseld met grote droogte zorgen. Volgens Minnema, Siebesma’s landheer, komt alles goed zodra de Zuiderzeewerken afgewerkt zullen zijn. Brolsma echter, gelooft dat door de Zuiderzeewerken de Friese identiteit onder druk komt te staan. Ook Theun ondervindt de negatieve gevolgen: zijn authentieke klederdracht en conservatievere ideeën verdwijnen grotendeels. Boukje koestert al langer gevoelens voor Auke. Op één voorwaarde wil Boukje met hem trouwen: hij en Theun moeten ervoor zorgen dat zij als arbeider aan de slag kunnen.
Door de relatie tussen Auke en Boukje komt de vriendschap van Auke met Theun onder druk te staan. Maar hun relatie loopt ten einde als blijkt dat Boukje een verhouding met ingenieur Brolsma heeft. Ze wil immers op de maatschappelijke ladder opklimmen. Deze gebeurtenissen overschaduwen de voltooiing van de werken aan de Zuiderzee. Boukje voelt zich in haar relatie met Brolsma niet echt gelukkig, maar kan niet anders dan bij hem blijven. Wat later komt Boukje op dramatische wijze om het leven.
Op het einde van het verhaal besluiten Auke en Theun hun vissersbestaan op de boot achter zich te laten en ze keren terug naar Urk. Terwijl ze terug schaatsen, zakt Theun door het ijs. Deze tweede keer weet Auke zijn boezemvriend niet te redden, Theun komt om het leven. Door een zeer hevige storm komt de dam onder sterke druk te staan. De dam weet echter stand te houden. Voor Brolsma loopt alles relatief goed af in vergelijking tot Auke en Theun.

## Structuur

### Formeel
Zuiderzee is opgebouwd uit 29 niet-getitelde hoofdstukken en heeft een cyclische structuur. De beschrijving van de storm waar het boek mee opent, komt in het slot bijna letterlijk terug. Formeel volgt het boek dus een eerder klassiek verloop. Die formele helderheid staat in schril contrast met enerzijds het meer inhoudelijke structuurprincipe van de onbegrijpelijkheid en anderzijds de moderne collagetechnieken die in Zuiderzee aan bod komen.

### Het onbekende / onbegrijpelijke en de zoektocht naar betekenis
Jef Last zei zelf eens over zijn oeuvre: "Maar is niet het zoeken meer waard dan het vinden, en ligt in de hartstocht waarmede gezocht werd niet veel meer de waarde van een kunstwerk, dan in de finesses van stijl en vormgeving?" Het belang van de zoektocht is dan ook duidelijk aanwezig in de structuur van Zuiderzee. Bij de lezer wordt zoveel voorkennis voorondersteld over zoveel uiteenlopende thema's, dat er haast geen enkele lezer meer overblijft die de hele tekst kan ontcijferen. Daardoor voelt de lezer zich de hele tijd alsof hij verloren loopt in de roman en geen vat kan krijgen op de literaire werkelijkheid. Dat gevoel is precies wat de roman beoogt. Last thematiseert in Zuiderzee namelijk maatschappelijke kwesties die de personages in het boek niet kunnen bevatten en waarover ze nog veel minder kunnen oordelen. De uiterst verwarrende leeservaring kan in die zin dus bijdragen tot identificatie van de lezer met het verhaal.
De ervaring van onbevattelijkheid begint al op de eerste pagina. Het verhaal begint in medias res, de lezer wordt dus meteen in de actie betrokken. De lezer wordt in een stormachtig landschap binnengeleid, meer bepaald ergens "tussen de Ommele bommele steen en de toren". Door het gebruik van bepaalde lidwoorden ("de Ommele bommele steen", "de toren", "de witte vuurtoren") en de vanzelfsprekende verwijzing naar de plaatselijke Ommele bommele steen als een bekend gegeven, krijgt de lezer hier al het gevoel dat hij te laat komt, alsof hij eigenlijk al met het landschap bekend zou moeten zijn. De hele roman lang botst de lezer op zulke voorondersteld bekende elementen. Aan die verlorenheid draagt ook bij dat Zuiderzee een erg polyfoon boek is, waarin de fictionele passages voortdurend verweven worden met authentiek cijfermateriaal en krantenknipsels.

### Het reportageachtige karakter en de collagetechnieken
Geheel in de lijn met de poëticale principes van de Nieuwe Zakelijkheid verweeft Last authentieke fragmenten in het literair-fictionele kader van zijn boek. Het relaas over de Zuiderzeewerken wordt doorspekt met notulen van vergaderingen, krantenberichten en allerlei statistische gegevens. Die zogenaamde collagetechniek draagt bij aan het objectieve en polyfone karakter van het boek, dat nog eens versterkt wordt doordat het boek alle sociale lagen van de samenleving met hun respectievelijke registers en gebruiken aan bod laat komen. Zuiderzee is dus echt opgezet als een reportage die een totaalbeeld van de Urkse samenleving en haar verhouding tot de Zuiderzeewerken wil schetsen.

## Setting

### Tijd
De gebeurtenissen in Zuiderzee vangen aan bij de Stormvloed van 1916, die de lezer in medias res meemaakt, en bestrijken vervolgens een kleine twintig jaar. De roman beschrijft de voltooiing van de bouw van de Afsluitdijk in 1932 en eindigt opnieuw tijdens een ongedateerde en mogelijks fictieve storm waarbij de dijken het water succesvol tegenhouden. Zuiderzee is geschreven in de tegenwoordige tijd en door de veelheid aan verschillende vertelstandpunten is het voor de lezer vaak moeilijk uit te maken hoeveel tijd er precies voorbijgaat.

### Urk en de Zuiderzeewerken

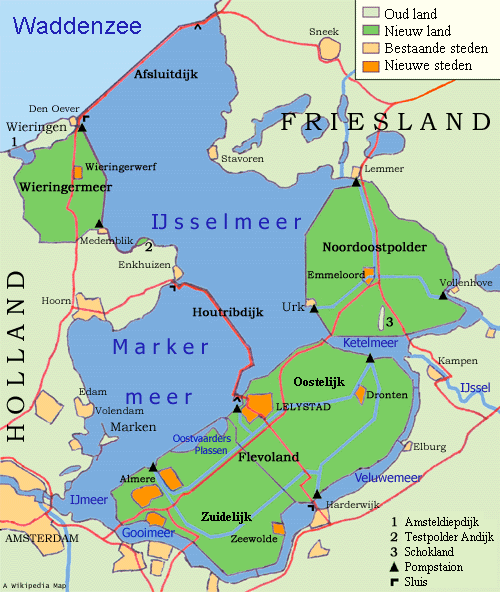
Urk, in het zuidwesten van de Noordoostpolder

Een van de centrale thema's in Zuiderzee is het verloop van de Zuiderzeewerken: die maakten de Zuiderzee tot wat nu het IJsselmeer is. Al sinds de middeleeuwen stond het gebied rondom de Zuiderzee regelmatig onder water en was de bevolking steeds op haar hoede voor overstromingen. Cornelis Lely maakte in 1891 de eerste plannen voor de afsluiting van de zee om deze problemen te verhelpen. Ook zag men voor de extra inpoldering van het land andere voordelen zoals extra mogelijkheden voor de productie van voedsel. Lely wordt gezien als de geestelijke vader van de Zuiderzeewerken. Daarom krijgt hij ook een rol in Zuiderzee, waar hij als "bedwinger" van de zee wordt beschouwd.

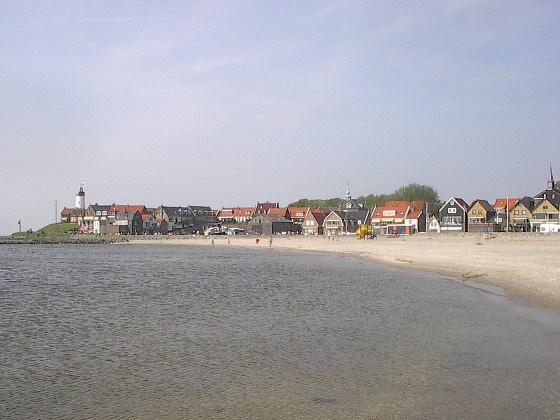
Urk

De roman speelt zich naast Amsterdam, Den Helder en de wijde omgeving van wat nu Flevoland is, vooral af in Urk. Urk is een vissersdorp dat tot voor de Zuiderzeewerken een eiland was. Het verlies van eilandstatus had grote gevolgen voor het dorpje. De roman beschrijft deze gevolgen uitvoerig. De Urker bevolking was voor de inpoldering voor 75% direct of indirect afhankelijk van de visserij. De Afsluitdijk zorgde ervoor dat de visserij zich verplaatste van zee naar meer, van zout naar zoet water. Een deel van de Urker vissers stapte met behulp van nieuwe materialen over op visserij in volle zee. Voor een aanzienlijk deel van de bevolking was dit echter te duur. Deze mensen waren gedwongen elders werk te zoeken. Zo nemen Theun en Auke een baantje aan in een fabriek in Amsterdam en is later zelfs sprake van prostitutie om toch een beetje geld te kunnen verdienen. Centraal in de roman staat dus de precaire situatie in het pas vasteland geworden Urk, die mede door een economische crisis is ontstaan. Het Urk van voor de inpoldering wordt bejubeld waardoor Urk in de roman symbool staat voor traditie. Vooral het discours van Minnema draagt hiertoe bij: hij verheerlijkt voortdurend het Friese plattelandsleven zonder er zelf ooit deel van te hebben uitgemaakt.

### De Ommelebommelesteen
De Ommelebommelesteen of ook Ommelebommelestien speelt een belangrijke, symbolische rol in Zuiderzee. De Ommelebommelesteen ligt in Urk, in het IJsselmeer, op ongeveer dertig meter van de kust en maakt deel uit van een volksverhaal. In Urk zou het namelijk niet de ooievaar zijn, die pasgeborenen komt langsbrengen, maar wel de Urker vader die een tocht maakt naar de Ommelebommelesteen om daar het kind op te halen. In de roman vermeldt Last vrij snel de Ommelebommelesteen, zonder verdere verklaring. Dat maakt dat vele lezers, die niet vertrouwd zijn met de volkse geschiedenis van Urk, zich van begin af aan buitengesloten voelen.

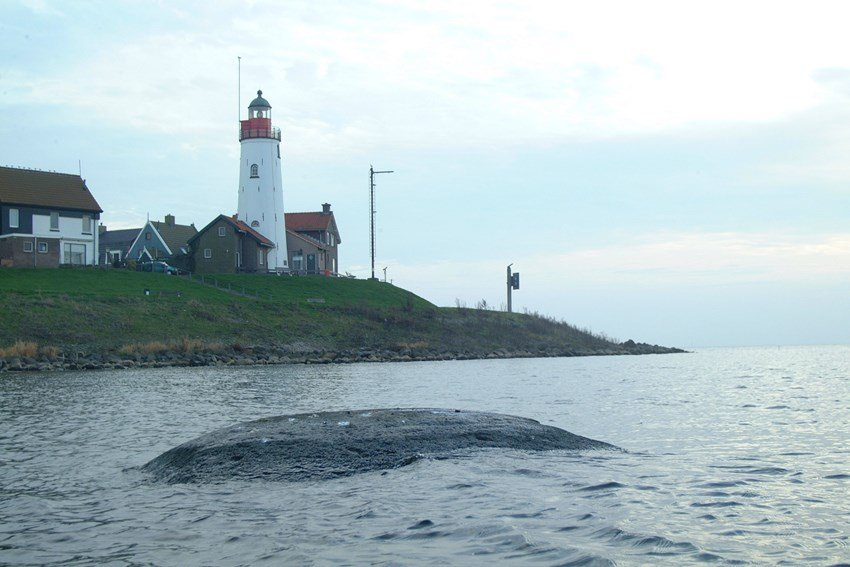
Ommelebommelesteen, Urk

De steen vervult in de roman verschillende symbolische betekenissen. Al op de eerste pagina komt hij ter sprake: de ruimte tussen de Ommelebommelesteen en een vuurtoren wordt namelijk beschreven. Die ruimte is een symbolische tussenpositie: de steen is het symbool van einddoel en van aankomen, van oorsprong en vertrek. Ook verenigt de Ommelebommelesteen de noties van regio en natie. Theun gebruikt de steen om te beschrijven dat Urk slechts heel klein is, precies zoals de steen die hij in de verte ziet. Verderop in de roman staat de steen dan weer symbool voor het "kleine Nederland".

### Streekliteratuur
Hoewel literatuurcritici Zuiderzee doorgaans als onderdeel van de Nieuwe Zakelijkheid beschouwen, zijn er ook argumenten om de roman bij de streekliteratuur in te delen. Streekliteratuur is literatuur die een streek en zijn bewoners beschrijft, vaak door middel van een tegenstelling tussen moderne tijd en traditie. Zuiderzee voldoet alvast aan deze definitie. Zo barst de roman van tegenstellingen tussen moderniteit en traditie: stedelingen versus autochtonen, het wantrouwen jegens een huwelijk met een niet-visser, enzovoort. Ook zijn er veel dialectische passages van Urker vissers en Friese boeren, die door het merendeel van de lezers niet begrepen worden zodat de lezer zich een buitenstaander voelt. Specifieke Urker toponymie zoals de Ommelebommelesteen versterkt dit effect. Een ander kenmerk van streekliteratuur is de Natureingang. Deze stijlfiguur is zowel aanwezig in hoofdstuk 1 als in hoofdstuk 15 van Zuiderzee. Centraal in dit perspectief staat Minnema die in de roman de veruitwendiging is van streekliteratuur: het is hij die in zijn beschrijvingen van het Friese platteland spreekt over prachtig kleine huisje, tuintjes en het interessante boerderijleven.
Toch zijn er elementen die niet overeenstemmen met streekliteratuur. De kenmerken hierboven zijn geen van alle thema's die het verhaal volledig dekken: het bestaat uit veel meer dan enkel verheerlijking en lof op de traditionele gemeenschappen rond de Zuiderzee. Zo zijn lang niet alle passages dialectisch en komt er naast het jargon van de vissers en boeren ook jargon aan bod dat niet te linken valt aan het regionale: politiek, economie en recht.

## Thema's en motieven

### Moderniteit versus traditie
Zuiderzee is een complexe roman die diverse onderwerpen beschrijft. Alle thema's en motieven zijn echter terug te brengen tot één thema waarop de hele roman gebouwd is: een botsing tussen twee opvattingen over mens en maatschappij, namelijk de tegenstelling tussen moderniteit en het traditionele leven. De moderniteit wordt gerepresenteerd door de uitvoering van de Zuiderzeewerken en de ingenieurs, terwijl Urk en zijn oorspronkelijke bewoners staan voor traditie. De tegenstelling tussen beide 'kampen' beslaat de hele roman. Last beschrijft dan ook de voor- en nadelen van zowel de uitvoering van de Zuiderzeewerken als van het behoud van de traditie: de industriële drooglegging van de Zuiderzee zorgt voor de algemene welvaart van Nederland, maar brengt ook de werkloosheid van de omwonende vissers met zich mee. De instandhouding van traditionele gewoonten zorgt er dan weer voor dat de welvaart van de Urkers gegarandeerd is, maar verhindert dat het klimaat beregeld kan worden. Verder wordt de tegenstelling door een aantal herkenbare frames voorgesteld, zoals de afkeer vanuit de Urkse gemeenschap voor vreemdelingen, de botsing tussen ervaring en op kennis gebaseerde geleerdheid en een relatie tussen een Urks meisje en een ingenieur die gedoemd is om te mislukken. Last toont dus het totaalplaatje, maar laat ogenschijnlijk in het midden wat door de lezer als preferentieel beschouwd moet worden.
De moderniteit wordt op verschillende manieren uitgewerkt en voorgesteld in het verhaal. Zo zijn er bijvoorbeeld de Zuiderzeewerken zelf. Die zijn mogelijk gemaakt door de razendsnelle technologische vooruitgang van die tijd. Door de drooglegging van de Zuiderzee zoeken die nieuwe technieken letterlijk hun ingang in het tot dan toe onaangetaste, traditionele leven zoals het zich in Urk afspeelt.
Daarnaast wordt de moderniteit belichaamd door de ingenieurs in het verhaal. Zij worden door Last getypeerd aan de hand van droog taalgebruik, wetenschappelijke discours, wiskundige formules en technische berekeningen. Het prototypische voorbeeld onder hen is het personage van ingenieur Brolsma. Hij wordt gekarakteriseerd als voorstander van de techniek waarmee het oude ontruimd kan worden en plaats moet maken voor het nieuwe. Hij is daarvoor zelfs bereid zijn geweten aan de kant te schuiven: het maakt hem niets uit wat de negatieve gevolgen voor de Urkers zullen zijn. De modernisering is, volgens hem, een goede zaak die bovendien de degeneratie van het dorp zal beëindigen.
Aan de andere kant van de medaille bevindt zich het traditionele leven, dat dus bedreigd wordt door de opkomende moderniteit. Die traditie was in de jaren 1930, de periode van de Zuiderzeewerken, nog sterk aanwezig in de dorpen rondom de Zuiderzee, waaronder dus Urk. Daar woont nog de 'oer-Nederlander', die in Lasts roman onder andere gekarakteriseerd wordt door traditionele klederdracht, geloof en dialectisch taalgebruik.
De traditie wordt gepersonifieerd door personages uit de boeren- en vissersgemeenschap, waaronder Theun en Auke. Zij zijn twee jonge mannen die de gevolgen van het industriële ingrijpen rechtstreeks ondervinden en zo aan lager wal geraken. Voor hen brengen de Zuiderzeewerken enkel nadelen met zich mee. Ook Minnema, een Friese grondbezitter, kant zich na verloop van tijd tegen de werken. Hij dweept op conservatieve wijze met de traditionele cultuur, het folkloristische en het pittoreske en beschrijft bijna op lyrische wijze wat voor een verlies de ondergang van de traditionele dorpen wel niet zijn.

### Ideologische strijd: kapitalisme, fascisme en communisme
Het onderliggende thema van Zuiderzee is de strijd tussen verschillende ideologieën volgens dewelke de samenleving georganiseerd kan worden. Hoewel op zeer impliciete wijze, nodigt Last de lezer toch uit een bepaald standpunt in te nemen. Vooreerst duwt hij de lezer in de richting van een antikapitalistische houding. Dat doet Last door de ondergang van Theun en Auke te tonen, de twee personages waarmee de lezer zich het best kan identificeren. Theun en Auke zijn namelijk slachtoffers van de crisis en de uitwassen van het industriële kapitalisme. Het is dus duidelijk dat Last niet voor een kapitalistische samenleving pleit met zijn roman.
Ondanks zijn antikapitalistische houding, is het niet Lasts intentie de lezer een afkeer te doen krijgen van de moderniteit. Dat maakt hij duidelijk door het personage Minnema. Minnema keurt expliciet de moderniteit af en komt bovendien in de ban van bloed-en-bodem-idealen. Zo toont hij een fascistisch kantje van zijn retoriek. Dat dat fascisme volgens Last ook niet de oplossing is om de samenleving succesvol te organiseren, toont hij aan door Minnema's discours ongeloofwaardig neer te zetten: Minnema is dan wel degene die zich expliciet afkeert van de moderniteit, maar hij is niet degene die er zelf nadeel van ondervindt. De roman suggereert namelijk dat hij zich de situatie romantisch kan voorstellen omdat hij zelf landeigenaar is en dus geen materiële zorgen heeft, in tegenstelling tot de 'gewone' mensen die hij zo verheerlijkt. Minnema schetst dus een romantisch ideaalbeeld dat slechts een idylle is.
Last prefereert dus niet de afschaffing van de moderniteit, noch een moderniteit volgens kapitalistisch model. Wat hij dan wel voorstelt, vloeit voort uit zijn biografische achtergrond: Last koestert gedurende zijn leven een grote bewondering voor het communisme en is (extreem-)links geëngageerd. Hij oppert in zijn roman dan ook een sociaal geleide modernisering.

### Homoseksualiteit
Een onderwerp dat in Zuiderzee meermaals impliciet terugkeert is homoseksualiteit. In de roman maken we namelijk kennis met Theun, een personage dat worstelt met zijn gevoelens voor zijn beste vriend Auke. Last beschrijft vaak de warme gevoelens die Theun voor Auke koestert. Uit Theuns jaloerse reacties en gedrag kan de lezer afleiden dat Theun wel degelijk verliefd is op Auke, al wordt het nooit letterlijk zo verwoord. Theun houdt zijn gevoelens namelijk verborgen, want homoseksualiteit past niet in het streng conservatieve en religieuze Urk van de jaren 1930 waarin hij opgroeit. Met de verwerking van het thema homoseksualiteit in het verhaal is Last met zijn roman Zuiderzee een van de eersten in de Nederlandse literatuur die homoseksualiteit zo openlijk beschrijft.

### Water
Water is een element dat een onmiskenbare rol speelt in Zuiderzee. Meer bepaald thematiseert Zuiderzee de opheffing van de natuurlijke scheiding tussen land en water, tussen eiland en vasteland. Aan het begin van de roman wordt beschreven hoe een zondvloed zijn tol eist, waarna de dijken van de Zuiderzeewerken de onmiskenbare kracht van het water zullen moeten bedwingen. Dat is ook de voortdurende strijd die de ingenieurs van de werken moeten voeren: de strijd tegen het water. De mens herschept in de roman dus als het ware zijn omgeving, tegen wat God ontworpen heeft in.
Niet alleen in de roman Zuiderzee is het element water van belang. De eeuwige strijd tegen het water is een gegeven waar Nederland in het algemeen mee kampt. Nederland ligt namelijk voor 26% onder de zeespiegel. Daardoor is 55% van de Nederlandse oppervlakte gevoelig voor overstromingen. De strijd tegen water behoort dan ook tot de kern van de nationale identiteit van Nederland, wat maakt dat het aspect water van de roman Zuiderzee nog actueel is.

## Taal en stijl
De taal en stijl van Zuiderzee is in grote mate met de inhoud van de roman en haar maatschappelijke opzet verbonden. Last wil een zo objectief mogelijke weergave van een uiterst gedifferentieerde maatschappij neerzetten. Daarvoor gebruikt hij veel stijlprincipes die aansluiten bij de poëtica van de Nieuwe Zakelijkheid. Zo zijn in de eerste plaats de collagetechnieken en de reportageachtige opzet van de roman te noemen. Dat reportageachtige karakter wordt trouwens nog eens onderstreept door het gebruik van de tegenwoordige tijd, die enerzijds de tijd bij uitstek van de reportage is, maar er anderzijds ook voor zorgt dat de lezer niet aan de tegenwoordigheid van de Zuiderzeeproblematiek kan ontsnappen. Om de suggestie van objectiviteit nog eens te vergroten, verwerkt Last een heleboel authentiek cijfermateriaal in de roman en voert hij historische personages, zoals de Nederlandse politicus Cornelis Lely, in het boek op. Daarbij laat Last echter wel ruimte voor meer epische passages en uitgebreide reflectie op de regionale bijzonderheden van Urk. In dat kader is het scala aan registers en dialecten te noemen, die de sociale differentiatie binnen de Urker maatschappij nog eens in de verf zet.
Dat scala aan registers is misschien wel een van de opvallendste stijlkenmerken van Zuiderzee. Binnen het scala vinden we onder andere het Algemeen Nederlands, het Frans, het Engels, het Urker dialect en het Fries terug. Hier treedt bovendien een discrepantie op tussen de verteller en de personages. De personages bedienen zich van een waaier aan dialecten en registers en tonen zich erg betrokken bij het gebeuren. De verteller daarentegen neemt meestal een objectief camerastandpunt in en bedient zich van een erg afstandelijk algemeen Nederlands. Zijn taalgebruik is beknopt en bevat geen enkele overbodigheid. Toch zijn er in het boek ook passages te vinden waar de verteller zijn objectieve positie verlaat en een eerder subjectief standpunt inneemt. Dat is bijvoorbeeld het geval in het achttiende hoofdstuk waar de verteller het Bijbelse scheppingsverhaal met het verhaal over de bouw van de afsluitdijk verweeft en zo de Genesis parodieert.
Daarnaast komen in Zuiderzee ook een heleboel sociolecten aan bod, die de sociale differentiatie volgens beroepsklasse nog eens op scherp stellen. Het gaat hier onder andere over de taal van de vissers waar de hoofdpersonages Theun en Auke toe behoren. Verder komen ook de taal van de boeren, van de ingenieurs, van de kerk en zelfs die van journalisten in de verschillende krantenartikels aan bod. Al die sociale klassen beschikken over een eigen jargon en een eigen manier van spreken. Zo gebruiken de vissers bijvoorbeeld het woord sjouw voor een schip in nood, de boeren zeggen dan weer ungetiden tegen hooioogst. Die veelheid aan specifiek jargon draagt ook nog eens bij tot de gethematiseerde onverstaanbaarheid die een belangrijk structuurprincipe van de roman uitmaakt.

## Context en ontstaansgeschiedenis
De eerste uitgave van Zuiderzee verscheen in 1934 bij N.V. Em. Querido’s Uitgevers-MIJ. Eerder bevonden zich al fragmenten van het boek in contemporaine tijdschriften. In 1968 werd Zuiderzee opnieuw uitgegeven samen met enkele van Lasts andere werken: Marianne (1930) en Elfstedentocht (1941). Deze verzamelbundel heette Drie over Rood. In 1975 verscheen Zuiderzee vervolgens in een Last omnibus en in 2013 verscheen ten slotte een e-bookversie van de roman.

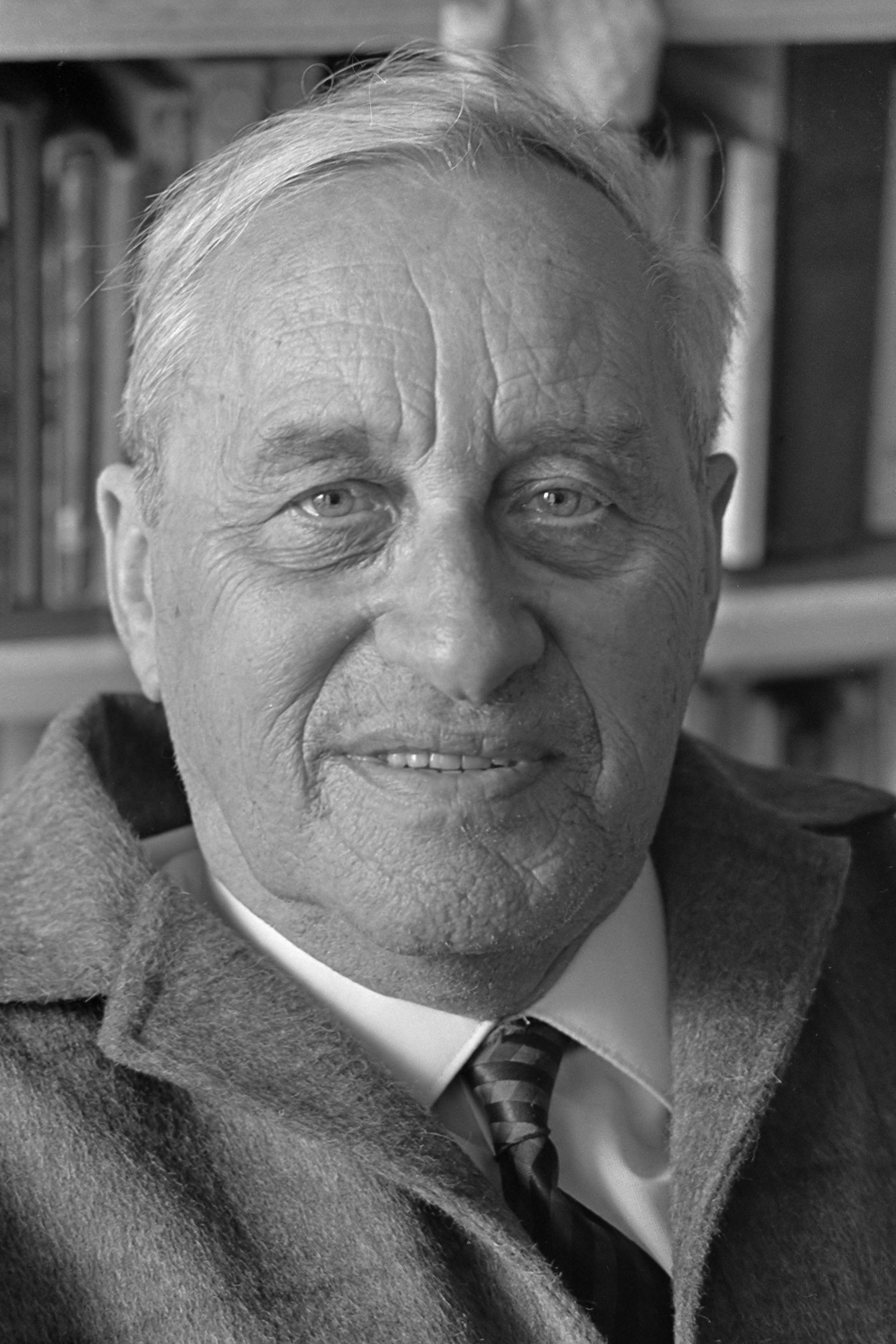
Jef Last, portret, 1968

Zuiderzee behoort tot het vroege werk van Last. Hij schreef zijn roman in de vroege jaren dertig van de twintigste eeuw in een klimaat waarin heel wat controverse over de Zuiderzeewerken bestond. Verschillende persoonlijke ervaringen zetten hem aan tot het schrijven van Zuiderzee. Last kwam als kind al in contact met de mensonterende omstandigheden waarin arbeiders moesten werken toen hij zijn vader vergezelde op inspectiebezoeken. Daarnaast bracht Last veel tijd door bij de marine en was hij een ervaren matroos. Ook werkte hij in een manometerfabriek en verdiende hij in 1928 enkele maanden zijn brood als arbeider bij de Zuiderzeewerken. In de jaren voor de publicatie van Zuiderzee bezocht Last het vroegere eiland Urk. Dit deed hij om de effecten van de inpoldering op de vissersbevolking vast te stellen. Dat onderzoek was een rechtstreekse aanleiding tot het schrijven van zijn roman in 1934. In vroegere manuscripten van Zuiderzee stond bijvoorbeeld veel cijfermateriaal, dat hij in die periode verzamelde, om zijn verhaallijnen te staven. Toch werd dit materiaal weer geschrapt, omdat het voor te veel onduidelijkheid zorgde. Last zelf vertelt dat naast de zeereizen die hij veelvuldig maakte, ook de (homoseksuele)liefde een grote rol speelde tijdens het schrijfproces van Zuiderzee. Hij werd namelijk verliefd op een Urker visser. Dat was voor hem een belangrijkere factor om de roman te schrijven dan de Zuiderzeewerken zelf.
Jef Last schreef Zuiderzee in tijde van zware economische crisis, want ook in Nederland waren de gevolgen van de crisis van de jaren 30 sterk aanwezig. Werkloosheid, armoede en hongersnood stegen exponentieel. Zo draagt in Zuiderzee de crisis, naast de Zuiderzeewerken, bij tot de massale werkloosheid van de Urker vissers en zijn Auke en Theun genoodzaakt naar de stad te trekken om daar werk te vinden.
Last heeft altijd een duidelijke politieke agenda gehad. Hij had alle revolutionair socialistische werken gelezen en schreef vooral propagandistische romans en gedichten als "wapen in de klassenstrijd". In 1928 werkte Last mee aan de film Branding door Mannus Franken en Joris Ivens, overtuigd communist. In 1932 werd hij vervolgens lid van de Communistische Partij Holland (CPH) en in 1934 leert hij André Gide kennen, waarmee hij enkele jaren later een reis naar de Sovjet-Unie ondernam. De socialistisch-communistische overtuiging die Last gedurende die jaren ontwikkelde had een belangrijke invloed op Zuiderzee waarin Jef Last de uitwassen van het kapitalisme in beeld bracht en de nood aan een andere (socialistische) modernisering thematiseerde.

## Waardering
Zuiderzee werd niet erg warm onthaald. Slechts enkele critici hebben iets over deze roman geschreven of gepubliceerd.
Destijds werd de roman deels geprezen om de inhoudelijke grootsheid en het epische karakter. Volgens een anoniem knipsel in de collectie van het Nederlands letterkundig museum en documentatiecentrum is Zuiderzee: “Een groot werk en een groot onderwerp.” Ook een anonieme recensent vindt in de Haagse Post van november 1934 de roman: “een oer-Hollandsch, zeer ‘modern’ epos." En in datzelfde jaar schrijft recensent A. Donker: “een onderwerp rijk en groot genoeg om een kunstenaar te inspireeren, en de drooglegging een werk zoo machtig, merkwaardig en interessant, dat het leven van dat werk en zijn terugslag op het persoonlijk leven van de vele passief en actief erbij betrokkenen dubbel en dwars waard is tot een episch beeld vereeuwigd te worden.”
Ook bevat de zesde druk van de roman twee positieve commentaren:
"De schrijver is gegrepen door de grootsheid van het werk, hij ziet daarnaast de gevolgen, de sociale omkeer, die het met zich brengt. Wat zal het lot zijn van velen, die hun brood op zee verdienden en die nu andere wegen moeten zoeken, andere wegen in een tijd, die donker is en moeilijk. Last is een ongemeen interessant schrijver. Zijn boek bevat prachtige bladzijden, vooral waar hij over de zee schrijft, over de strijd ertegen en over de nood onder de Friese boeren. Zijn proza is beeldend, zakelijk en dynamisch." - Utrechtsch Dagblad
"Men mag zeggen dat Jef Last met dit boek zijn chef d'oeuvre heeft geschapen. Men mag zeggen dat dit een der sterkste, echtste boeken is, die in Nederland zijn verschenen gedurende een reeks van jaren." - Haagsche Post
Maar A. Donker nuanceert in zijn recensie voor NRC van 17 november 1934 zijn appreciatie: "Dit onderwerp en dezen schrijver boden dus een kans op een belangrijk boek: die kans is niet gehéél vervuld maar zeker ook niet verspeeld." Daarnaast zijn critici Welling en Menno ter Braak van mening dat het onderwerp beter uitgewerkt kon worden: "[...] de ‘innerlijke noodzaak’ ontbreekt; juist in dit opzicht is hij de gelijke van de realisten, die zich hebben uitgeput in het weergeven van de ‘buitenkant’ der dingen [...] Ik zie deze uiterlijke kant [van de Zuiderzeefilm van Ivens of zelfs Dood Water van Rutten] van de Zuiderzeewerken liever, dan dat ik er over lees en telkens gehinderd word door de vlugge oppervlakkigheid, waarmee de psychologische kant wordt afgedaan."
De voornaamste kritiek op Zuiderzee is dat Last geen partij kiest en dus geen duidelijk standpunt inneemt. Een anoniem knipsel in de collectie van het Nederlands letterkundig museum en documentatiecentrum illustreert dit: "Hij vindt er wat voor, hij vindt er wat tegen. Hij begrijpt..... Zelfs laat hij zich vinden voor een oplossing, die het gelijk in ’t midden laat: de dijk bréékt. Dit is een leugen, historisch en artistiek. Dit is halfheid." B. Kingstone daarentegen waardeert deze weergave van verschillende meningen en associeert dit met het journalistieke karakter van Last.
Er zijn verschillende meningen over het cijfermateriaal dat Last verwerkt in zijn roman. Een anonieme recensie uit 1934 luidt: “[...] een bewonderenswaardige gave om dit, dan toch wel droge materiaal, zoo boeiend en als het ware ongemerkt element van een roman te maken." Maar voor critici E. du Perron en Welling blijft dit niet onopgemerkt: “De lezer wordt doodgegooid met cijfers, citaten, berekeningen, technische debatten en nog eens cijfers, cijfers, cijfers, die ons weinig of niets zeggen.”
Bovendien is E. du Perron verontwaardigd wanneer hij de openingszin van Zuiderzee met die van een andere roman van Jef Last, De vliegende Hollander (1939), vergelijkt. Hij komt tot de volgende vaststelling: "Hoe de kunst toch dwingen kan! Alleen zeer groote of zeer slordige schrijvers kunnen tweemaal een boek zoo identiek inzetten zonder het te merken of alsof zij het niet merken, of het eerst achteraf merkten, enz." Hij vindt dat Last te haastig en soms nonchalant te werk gaat.
Ondanks de vele kritiek vindt H.A. Poeze, doctor in de Indonesische politiek vanaf 1900, dat Zuiderzee gelezen moet blijven worden wegens de politieke aspecten die daarin duidelijk op de voorgrond treden. Hij betreurt daarom dat Lasts werk niet meer wordt herdrukt.

## Vertalingen
In 1934, het jaar dat Zuiderzee werd gepubliceerd, verscheen er een gelijknamige Afrikaanse vertaling. Twee jaar later verscheen de Duitse versie van de roman, vertaald door Harry Wilde onder de naam Zuidersee. In datzelfde jaar vertaalde Lída Faltová de roman naar het Tsjechisch met als titel Zuiderské moře. In 1938 vertaalde Eckman de roman naar het Frans genaamd Zuyderzée.